# Liste der Monuments historiques in Longpré-le-Sec
Die Liste der Monuments historiques in Longpré-le-Sec führt die Monuments historiques in der französischen Gemeinde Longpré-le-Sec auf.

## Liste der Immobilien
| Bezeichnung      | Beschreibung           | Standort                | Kennzeichnung | Schutzstatus | Datum | Bild           |
| ---------------- | ---------------------- | ----------------------- | ------------- | ------------ | ----- | -------------- |
| Kirche St-Pierre | ab dem 13. Jahrhundert | Rue Saint-Pierre (Lage) | PA00078139    | Inscrit      | 1987  | weitere Bilder |

## Liste der Objekte
| Bezeichnung                           | Beschreibung                                                                                             | Standort                             | Kennzeichnung | Schutzstatus | Datum | Bild           |
| ------------------------------------- | --- | ------------------------------------ | ------------- | ------------ | ----- | -------------- |
| Prozessionsstab Heiliger Eligius      | Holz, farbig gefasst und vergoldet, 18. Jahrhundert                                                      | in der Kirche St-Pierre (Lage)       | PM10004321    | Inscrit      | 1996  |                |
| Vier Kirchenfenster                   | Ensemble aus PM10003168 und PM10003169                                                                   | in der Kirche St-Pierre (Lage)       | PM10001069    | Classé       | 1894  | weitere Bilder |
| Zwei Kirchenfenster (1)               | im Schiff; aus dem 16. Jahrhundert                                                                       | in der Kirche St-Pierre (Lage)       | PM10003168    | Classé       | 1894  |                |
| Zwei Kirchenfenster                   | im Chorraum; aus dem 16. Jahrhundert                                                                     | in der Kirche St-Pierre (Lage)       | PM10003169    | Classé       | 1894  |                |
| Kanzel                                | Eichenholz, 16. Jahrhundert                                                                              | in der Kirche St-Pierre (Lage)       | PM10001072    | Classé       | 1908  |                |
| Pietà                                 | Kalkstein, farbig gefasst, 16. Jahrhundert                                                               | in der Kirche St-Pierre (Lage)       | PM10005210    | Inscrit      | 2013  |                |
| Skulptur Heiliger Nikolaus            | Holz, farbig gefasst, 16. oder frühes 17. Jahrhundert                                                    | in der Kirche St-Pierre (Lage)       | PM10005211    | Inscrit      | 2013  |                |
| Skulpturengruppe Unterweisung Mariens | Kalkstein, farbig gefasst, 16. Jahrhundert                                                               | in der Kirche St-Pierre (Lage)       | PM10001070    | Classé       | 1908  |                |
| Prozessionsstab Unterweisung Mariens  | Holz, farbig gefasst und vergoldet, 18. Jahrhundert                                                      | in der Kirche St-Pierre (Lage)       | PM10004320    | Inscrit      | 1996  |                |
| Skulptur Madonna mit Kind             | Kalkstein, braun getüncht, 16. Jahrhundert                                                               | außen an der Kirche St-Pierre (Lage) | PM10001071    | Classé       | 1908  |                |
| Skulptur Christus in der Rast         | mit Miniaturen des heiligen Jakobus d. Ä. und eines Stifters; Kalkstein, farbig gefasst, 16. Jahrhundert | in der Kirche St-Pierre (Lage)       | PM10005209    | Inscrit      | 2013  |                |
| Prozessionsstab Petrus                | Holz, farbig gefasst, 18. Jahrhundert                                                                    | in der Kirche St-Pierre (Lage)       | PM10004322    | Inscrit      | 1996  |                |
| Prozessionsstab Heiliger Bischof      | Holz, farbig gefasst, 18. Jahrhundert                                                                    | in der Kirche St-Pierre (Lage)       | PM10004323    | Inscrit      | 1996  |                |